# کیک دوبوش
کیک دوبوش (مجاری: Dobos torta) یک نوع تورته مجاری با شکلات، کرم کره و رویهٔ کاراملی است که اولین بار توسط یوژف دوبوش پخته‌شد. دوبوش به‌طور کلاسیک کیک اسفنجی ۶ لایه‌ای است که بین آن با شکلات پر می‌شود.